# Jan Kijowski (pułkownik)
Jan Kijowski (ur. 21 marca 1892 w Hołoskowie, zm. 6 marca 1983) – pułkownik artylerii Wojska Polskiego, działacz niepodległościowy, dwukrotny kawaler Orderu Virtuti Militari.

## Życiorys
Urodził się 21 marca 1892 w Hołoskowie, w ówczesnym powiecie nadwórniańskim Królestwa Galicji i Lodomerii, w rodzinie Marka i Katarzyny z Tylczyńskich. Od 1910 był członkiem Związku Walki Czynnej i Związku Strzeleckiego.
Od sierpnia 1914 służył w Legionach Polskich. Początkowo jako kanonier w 1. baterii, a następnie w plutonie wywiadowczym 3. baterii. W składzie II Brygady walczył w kampanii karpackiej i bukowińskiej. 1 maja 1916 został mianowany chorążym, a 1 listopada tego roku podporucznikiem w artylerii. Wiosną 1917 jego oddziałem macierzystym był 1 Pułk Artylerii. W lipcu tego roku, po kryzysie przysięgowym, wstąpił do Polskiego Korpusu Posiłkowego, a następnie do Polskiej Siły Zbrojnej. Służył w baterii polowej. 12 października 1918 Rada Regencyjna mianowała go porucznikiem.
Następnie służył w 3 Pułku Artylerii Polowej Legionów. 9 września 1920 został zatwierdzony z dniem 1 kwietnia 1920 w stopniu kapitana, w artylerii, w grupie oficerów byłych Legionów Polskich. 3 maja 1922 został zweryfikowany w stopniu kapitana ze starszeństwem z 1 czerwca 1919 i 62. lokatą w korpusie oficerów artylerii. 17 maja 1922 odznaczono go orderem wojskowym „Virtuti Militari" V klasy. W 1923 pełnił obowiązki dowódcy III dywizjonu. 1 grudnia 1924 został mianowany majorem ze starszeństwem z 15 sierpnia 1924 i 20. lokatą w korpusie oficerów artylerii. Po awansie został zatwierdzony na stanowisku dowódcy III dyonu. Z dniem 1 kwietnia 1925 został odkomenderowany na sześciomiesięczny kurs dowódców dywizjonów w Strzeleckiej Szkole Artylerii w Toruniu. W sierpniu 1926 został przeniesiony do kadry oficerów artylerii z jednoczesnym pozostawieniem na przeniesieniu służbowym do Obozu Szkół Artylerii w Toruniu do 20 grudnia tego roku. W lipcu 1928 został zatwierdzony na stanowisku komendanta Szkoły Podoficerów Zawodowych Artylerii. 2 grudnia 1930 został mianowany podpułkownikiem ze starszeństwem z 1 stycznia 1931 i 10. lokatą w korpusie oficerów artylerii. W grudniu 1932 został przeniesiony do 8 Pułku Artylerii Ciężkiej w Toruniu na stanowisko zastępcy dowódcy pułku. W listopadzie 1935 został przeniesiony do 14 Dywizjonu Artylerii Konnej w Białymstoku na stanowisko dowódcy dywizjonu. W sierpniu 1938 został przeniesiony do 23 Pułku Artylerii Lekkiej w Będzinie na stanowisko dowódcy pułku. Na stopień pułkownika został mianowany ze starszeństwem z 19 marca 1939 i 2. lokatą w korpusie oficerów artylerii. 24 sierpnia 1939, w czasie mobilizacji, objął obowiązki dowódcy Artylerii Dywizyjnej 23 Dywizji Piechoty. Na tym stanowisku walczył w kampanii wrześniowej. Razem z płk. Włodzimierzem Dembińskim przedostał się na Węgry, a następnie do Francji. Od 20 lutego do 31 marca 1942 był słuchaczem kursu taktyczno-informacyjnego dla dowódców artylerii dywizyjnej, dowódców pułków i oficerów sztabowych. W październiku tego roku został komendantem Centrum Wyszkolenia Artylerii.
Był żonaty z Ireną Marią z hrabiów Montchainette (1895–1976), z którą miał córkę Hannę Marię Janinę (ur. 11 października 1922). Został pochowany obok żony (ewentualnie jest to grób symboliczny) na cmentarzu parafii św. Apostołów Szymona i Judy Tadeusza w Skawinie (sektor X, rząd VI, miejsce 13).

## Ordery i odznaczenia
- Krzyż Złoty Orderu Wojennego Virtuti Militari[3]
- Krzyż Srebrny Orderu Wojskowego Virtuti Militari nr 5941 – 17 maja 1922[25][26]
- Krzyż Niepodległości – 6 czerwca 1931 „za pracę w dziele odzyskania niepodległości”[27][28][29]
- Krzyż Kawalerski Orderu Odrodzenia Polski – 10 listopada 1938 „za zasługi w służbie wojskowej”[30][31]
- Krzyż Walecznych czterokrotnie[32] (po raz 1, 2 i 3 „za czyny orężne w czasie bojów Legionów Polskich”[33])
- Złoty Krzyż Zasługi[32]
- Medal Pamiątkowy za Wojnę 1918–1921[2]
- Medal Dziesięciolecia Odzyskanej Niepodległości[2]